# Silurichthys gibbiceps
Silurichthys gibbiceps es una especie de peces de la familia Siluridae en el orden de los Siluriformes.

## Morfología
• Los machos pueden llegar alcanzar los 8,4 cm de longitud total.
- Número de  vértebras: 49-51.[1]

## Hábitat
Es un pez de agua dulce. y de clima tropical.

## Distribución geográfica
Se encuentran en Asia:  cuenca del río Barita (sur de Borneo, Indonesia ).